# (454) Матезида
(454) Матезида (др.-греч. Μάθησις) — астероид главного пояса, который  был открыт 28 марта 1900 года немецким астрономом Фридрихом Швассманом в обсерватории Хайдельберг и назван в честь математики на праздновании юбилея Гамбургского математического общества в 1901 году.

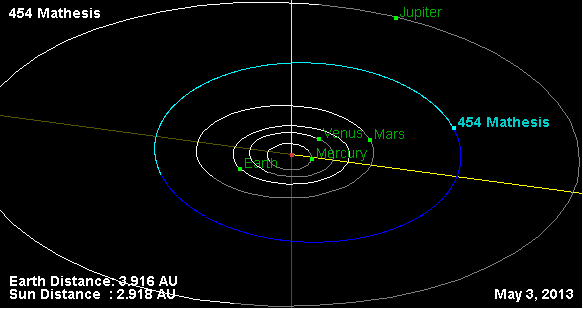
Орбита астероида Матезида и его положение в Солнечной системе

Фотометрические наблюдения, проведённые в 2004 году в Altimira Observatory, позволили получить кривые блеска этого тела, из которых следовало, что период вращения астероида вокруг своей оси равняется 8,37784 ± 0,00003  часам, с изменением блеска по мере вращения 0,32 m.